# Leptoneta huanglongensis
Leptoneta huanglongensis är en spindelart som beskrevs av Chen, Zhang och Song 1982. Leptoneta huanglongensis ingår i släktet Leptoneta och familjen Leptonetidae. Inga underarter finns listade i Catalogue of Life.